# Carlo Cassa
Carlo Cassa (Como, 18 agosto 1966) è uno sciatore nautico italiano.
Figlio d'arte, suo padre era lo sciatore Bruno Cassa, in carriera ha ottenuto tre titoli nazionali, nel 1999, 1997 e nel 1999 due titoli continentali, nel 1996 e nel 2002. Inoltre, sempre a livello europeo è stato medaglia d'argento nel 1989. Infine a livello mondiale ha ottenuto due medaglie di argento, nel 1993 e nel 1995. Vincitore di quattro coppe Europa. 
Unico sciatore europeo ad aver vinto due volte la celebre “Catalina race” a Los Angeles nel 1996 e nel 1998 e detentore del record per oltre 20 anni.
Vincitore del "Giro del Lario" nel 1990 e nel 1998 e detentore del record (unico sciatore ad aver percorso la gara di 137 Km in meno di un'ora) alla media di oltre 137 km/h.
In occasione della gara mondiale a Vichy del 1993 giunse terzo al traguardo ma guadagnò una posizione in virtù della penalizzazione inflitta a Stefano Gregorio a causa di una manovra non regolamentare del pilota di quest'ultimo, Germano Furlan, con cui Cassa avrebbe poi vinto il titolo europeo nel 2002.